# Vinícius Barrivieira
Vinícius Barrivieira (Marechal Cândido Rondon, 19 luglio 1985) è un ex calciatore brasiliano, di ruolo portiere.

## Palmarès

### Club

#### Competizioni statali
- Campionato Paranaense: 2

Atletico Paranaense: 2005, 2009
- Campionato Baiano: 1

Vitoria: 2010